# Квантитативная лингвистика
Квантитати́вная лингви́стика (англ. quantitative linguistics) — раздел общей лингвистики и, в частности, математической лингвистики. Квантитативная лингвистика (КЛ) исследует язык при помощи статистических методов; её конечная цель — сформулировать законы, по которым функционирует язык и, в конечном счете, построить общую теорию языка в виде совокупности взаимосвязанных законов функционирования языков:1-16 Специально для этой цели была создана[кем?] синергетическая лингвистика (Synergetic linguistics).:760-774 Квантитативная лингвистика эмпирически основывается на результатах языковой статистики, которая, в свою очередь, может интерпретироваться как статистика языков или статистика лингвистического объекта. Эта область знаний не обязательно связана с фундаментальными научными целями. Корпусная лингвистика и компьютерная лингвистика также вносят свой вклад в квантитативную лингвистику, поставляя важные эмпирические данные.

## История
Самые ранние концепции КЛ относятся к древнегреческой и древнеиндийской культурам. Один из исторических источников включает приложения комбинаторики к лингвистическим реалиям, другой основывается на элементарных статистических исследованиях, которые можно найти под заголовками колометрия и стихометрия.

## Языковые законы в квантитативной лингвистике
В КЛ под законом понимается класс гипотез, выведенных из теоретических допущений, математически сформулированных, взаимосвязанных с другими законами в этой области и в достаточном объёме и успешно проверенных на эмпирических данных, то есть таких, которые нельзя было опровергнуть несмотря на многочисленные попытки. Köhler пишет о законах КЛ: «Более того, можно показать, что эти свойства лингвистических элементов и отношений между ними подчиняются универсальным законам, которые могут быть сформулированы строго математически, так же как и законы естественных наук. Нужно иметь в виду в данном контексте, что эти законы стохастической природы; они не соблюдаются в каждом отдельном случае (в этом не было бы необходимости и возможности); они скорее определяют вероятности событий или количественные отношения изучаемых явлений. Каждому из упомянутых выше примеров легко найти противоположные, тем не менее эти случаи не нарушают соответствующих законов, поскольку вариации вокруг статистического среднего не только допустимы, но даже и необходимы, так как сами они квантитативно точно определяются соответствующими законами. Ситуация такая же, как и в естественных науках, которые уже давно отказались от старых детерминистских и каузальных (причинно-следственных) взглядов на мир и заменили их на статистические/вероятностные модели».

## Некоторые языковые (лингвистические) законы
Существует целый ряд языковых законов, среди которых:
- Закон диверсификации: Если лингвистические категории (такие, например, как части речи или грамматические окончания) появляются в различных формах, то можно сказать, что частоты их появления в текстах контролируются определёнными законами.

- Закон распределения длин (или, в более общем виде, многокомпонентности). Исследование частот различных языковых единиц с точки зрения их длин в текстах и словарях регулярно приводит к выявлению целого ряда распределений, в зависимости от изучаемой единицы. На данный момент были изучены следующие единицы:
  - Закон распределения длин морфов;
  - Закон распределения длин ритмических единиц[6];
  - Закон распределения длин предложений;
  - Закон распределения длин слогов;
  - Закон распределения длин слов[7][8];

Другие языковые единицы, которые также подчиняются этому закону, — это, например, буквы (символы) различной сложности, длины так называемых hrebs и речевых актов. Это же справедливо и для распределений звуков (фонов) различной длительности (долготы).
- Закон Мартина: Этот закон касается лексических цепочек, которые образуются при поиске дефиниций (определений) слов в словаре, затем дефиниций только что найденных дефиниций и т. д. В конце концов все эти дефиниции образуют иерархию всё более и более общих значений, при этом дефиниций становится тем меньше, чем более общее значение получается. Среди уровней данной иерархии существует целый ряд подчиняющихся закону отношений.

- Закон Менцерата (также, в особенности в лингвистике, известный как закон Менцерата-Альтмана): Данный закон гласит, что размеры составляющих конструкции уменьшаются с увеличением самой изучаемой конструкции. Чем длиннее, например, предложение (измеренное количеством входящих в его состав придаточных предложений), тем короче входящие в его состав придаточные предложения (измеренные количеством слов), или: чем длиннее слово (в слогах или морфах), тем короче слоги или их звучание.

- Законы частотно-рангового распределения: Практически любая языковая единица подчиняется этим закономерностям. Приведём лишь несколько примеров:
  - Слова в тексте организованы в соответствии с частотой их появления в тексте, и каждому из них присвоен номер ранга и соответствующая частота. Со времён Джорджа Кингсли Ципфа (и его известного закона) предлагалось большое количество математических моделей, описывающих отношения между рангом и частотой.
  - Можно наблюдать похожее распределение между рангом и частотой звуков, фонем и букв.
  - Словесные ассоциации: ранг и частота ассоциаций реагируют на (словесный) стимул.
- Закон изменения языка: процессы роста в языке (как, например, расширение словаря), распространение иностранных и заимствованных слов, изменения во флективной системе — подчиняются закону, известному в КЛ как закон Пиотровского, и соответствуют моделям роста в других научных дисциплинах. Закон Пиотровского — это частный случай так называемой логистической модели (ср. с логистическим уравнением). Было показано, что он затрагивает и процессы усвоение языка (ср. закон усвоения языка).
- Закон текстового блока: лингвистические единицы (напр., слова, буквы, синтаксические функции и конструкции) демонстрируют определённые распределения частот в одинаково больших блоках текстов.
- Закон Ципфа: частота слова обратно пропорциональна его порядковому номеру в списках частотности[9].

## Стилистика
Изучение поэтического и непоэтического стилей может основываться на статистических методах; более того, возможно проводить соответствующие исследования на основе особых форм (параметров), которые языковые законы принимают в текстах различных стилей. В таких случаях КЛ проводит исследование в стилистике: одна из итоговых целей — доказать существование стилистического феномена, ссылаясь на действие языкового закона (причём настолько объективно, насколько это вообще возможно. Одно из главных предположений КЛ состоит в том, что некоторые законы (например, закон распределения длин слов) требуют различных моделей, по крайне мере различных значений параметров закона (распределений или функций), в зависимости от типа текста. Если изучаются поэтические тексты, то методы КЛ образуют поддисциплину, которая называется «Квантитативное изучение литературы» (Стилометрия).